# Харт, Джозеф Колман
Джозеф Колман Харт (англ. Joseph Coleman Hart; 1798–1855) — американский писатель. Известен как первый, кто опубликовал сомнения, что Уильям Шекспир был автором приписываемых ему пьес. Роман Харта «Мириам Коффин» (англ. Miriam Coffin) оказал влияние на Германа Мелвилла и его роман «Моби Дик», хотя сам Мелвил отзывался критически о работах Харта.

## Биография
Дзозеф Харт родился в 1798 году (по другим данным — в 1799). Был нью-йоркским адвокатом, состоял в Национальной гвардии США и занимал должность директора школы. Написал несколько книг о морских путешествиях. Был другом многих литературных авторов.  В 1844 году у Харта родилась дочь Имоджен.
В 1854 году Харт был направлен на Канарские острова в качестве американского консула. Вскоре после прибытия в Санта-Крус-де-Тенерифе скончался.

## Произведения

### «Мириам Коффин»
Харт получил известность благодаря роману «Мириам Коффин, или Китобой» (англ. Miriam Coffin; or, The Whale-Fisherman, 1835). Произведение стало первым, посвящённым китобойному промыслу на Нантакете, позднее ставшем предметом знаменитого романа Германа Мелвилла «Моби-Дик». Роман Харта стал для Мелвилла главным источником вдохновения. Целью Харта при написании романа было обеспечение поддержки китобоям со стороны государства. Чтобы придать роману реалистичности, Харт опрашивал местных жителей об их жизни и работе в китобойной промышленности. В отличие от Мелвилла, Харт больше внимания уделил сообществу Нантакета, оставив в стороне непосредственно китобоев.
В качестве основы романы Харт выбрал биографию китобоя Кезии Коффина (1723–1798).  Автор противопоставил нечестные и бесплодные сделки Мириам Коффин, жены китобоя, героической и результативной работе Кезии, каждый день сражавшегося с жестокостью природы и опасными людьми, чтобы вернуться домой с добычей.

### Шекспировские теории
Мнение Харта об Уильяме Шекспире было опубликовано в романе The Romance of Yachting (1848). Этот роман-путешествие позволял вставлять пространные рассуждения на любые темы. В частности, отталкиваясь от факта, что Шекспир в  «Зимней сказке» ошибочно предположил наличие у Богемии выход к морю, Харт делает вывод, что сочетание невежества и учёности в его пьесах следствие совместной работы: Шекспир перерабатывал произведения более образованных авторов, адаптируя их для народного театра. Харт называет Шекспира «доверенным лицом театра» и «вульгарным и неграмотным человеком», а главным вкладом Шекспира в пьесы считает непристойные шутки.
Но в отличие от других сторонников подобных теорий, Харт не считал, что сокрытие истинной личности Шекспира стало следствием заговора — просто имена настоящих авторов были забыты к моменту публикации пьес. Харт утверждает, что Уильям Шекспир «был мёртв в течение ста лет и совершенно забыт», когда в 1709 году рукописи пьес были обнаружены и опубликованы Николасом Роу и Томасом Беттертоном под этим именем. Ошибка произошла из-за того, что Шекспиру, владевшему долей в труппе The King's Men, принадлежали рукописи пьес, используемые театром. Единственным произведением самого Шекспира, по мнению Харта, были « Виндзорские насмешницы», а большую часть «Гамлета» сочинил Бен Джонсон, тогда как Шекспир написал только сцену у могилы.
Размышления Харта увидели свет за несколько лет до того, как Делия Бэкон выдвинула свою теорию, что за Шекспиром скрывалась группа авторов, возглавляемых Фрэнсисом Бэконом. В 1886 году Джордж Зейлхамер в The Times of Philadelphia предположил, что Харт почерпнул своё суждение в лекции Бэкона. Зейлхамер называл Харта «старым нью-йоркским директором школы, обожавшим яхты, и имевшим присущую его профессии жажду литературного признания», утверждая, что он «был первым, кто  с искажением изложил теорию Делии Бэкон» с «учительской убеждённостью и грубостью моряка». Однако воззрения Харта имели мало общего с теорией Делии Бэкон. Харт не называл Бэкона автором ни одного из произведений Шекспира, хоя следовал общему мнению, что тот был одним из семи авторов приписываемой Томасу Хьюзу пьесы The Misfortunes of Arthur .
Мнение Харта не выдерживает критики, поскольку он явно не знал, что опубликованные Роу пьесы Шекспира не являлись первым печатным изданием шекспировских произведений. Многие поэмы и пьесы издавались при жизни Шекспира, а полное собрание пьес вышло всего через семь лет после смерти драматурга в виде Первого фолио. Герман Мелвилл в своём обзоре книги едко заметил, что «автору следует сжечь этот выкидыш собственными руками».